# Marco Polo kam nicht bis China
Marco Polo kam nicht bis China (Originalausgabe Did Marco Polo go to China?) ist ein Buch aus dem Jahr 1995 der britischen Wissenschaftlerin Frances Wood. Sie setzt sich darin mit den Ungereimtheiten des Reiseberichtes und des siebzehnjährigen Aufenthaltes von Marco Polo im China Khublai Khans auseinander. Das Buch löste einige eher kritische Stimmen in der Fachwelt aus.

## Inhalt

### Zweifel am Wahrheitsgehalt der „Beschreibung der Welt“
Bereits die im Prolog zum Divisament dou Monde (Beschreibung der Welt) geschilderte Rückkehr der drei Polos (Maffeo, Niccolo und Marco) nach Venedig stimmt mit weiteren Berichten des Buches nicht überein: In zerlumpten Kleidern ohne Gepäck (nur mit vielen Edelsteinen im Gewand eingenäht) seien sie angekommen – später wird von Marco Polos mitgebrachten umfangreichen Aufzeichnungen über die Reise geschrieben.
Einige erstaunliche Lücken in der Beschreibung werden von Wood genannt. Beispielsweise wird die chinesische Schrift nicht erwähnt:
„Selbst einem Reisenden, der nichts mit der Staatsverwaltung zu tun hatte, wäre es schwergefallen, die chinesische Schrift zu übersehen. Es läßt sich kaum vorstellen, daß in einem Land, in dem das Papier erfunden und dem geschriebenen Wort mehr Ehrerbietung erwiesen wurde als je irgendwo sonst, eine Person – und sei es auch ein Ausländer – behaupten konnte, zwar in der Staatsverwaltung gewirkt zu haben, aber das mongolische und chinesische Schriftsystem nicht bemerkt oder als wenig interessant erachtet zu haben.“
In keiner der vielen sorgfältig verfassten chinesischen Annalen wird sein Name genannt, obwohl er doch ein enger Vertrauter des Großkhans gewesen sein soll. Nach eigener Behauptung war Marco Polo immerhin für drei Jahre Gouverneur von Yangzhou, einer Stadt, von der er nur zu berichten weiß, es würden dort Pferdegeschirre hergestellt:
„Das ist alles, was da zu sagen ist.“
Ebenso unerwähnt bleibt die Chinesische Mauer, die er nach seiner angegebenen Reiseroute unbedingt hätte queren müssen.
„Auch wenn die Große Mauer dem Verfall preisgegeben wurde und keine Ausbesserungen stattfanden, wären im 13. Jahrhundert noch genügend Mauern aus gestampfter Erde zu sehen gewesen, und kaum jemand, der vom Westen aus nach China reiste, hätte sie verfehlen können.“
Das in China übliche Einschnüren der Frauenfüße, der Gebrauch von Essstäbchen sowie die Chinesische Teekultur werden nicht erwähnt.
Seine geographischen Angaben sind meist sehr detailliert, aber nicht immer nachvollziehbar – auch was Ortsbeschreibungen betrifft. So gibt er eine unkorrekte Angabe über die sogenannte Marco-Polo-Brücke in Peking, wo er die Zahl der Brückenbogen und den Pfeilerschmuck falsch beschreibt.
Die angeblich durch die Polos möglich gemachte Einnahme der Stadt Xiangyang (1267–1273) durch die Konstruktion von Katapulten kann nicht stimmen, weil die Polos damals noch nicht in China gewesen sein können und diese Maschinen nach chinesischen Chroniken von den persischen Ingenieuren Ismail und Ala al-Din gebaut worden waren.

### Erklärungsversuche
Obwohl Frances Wood im Text die Ansicht vertritt, Marco Polo sei mit hoher Wahrscheinlichkeit nicht weiter als bis zum Schwarzen Meer gekommen – nach Sudak, wo die Familie Polo vermutlich eine Faktorei besaß –, zitiert sie dennoch in ihrem Buch abweichende Meinungen. Vor allem Professor Yang Zhi-Jiu aus Peking versuchte seit 1941 die Unstimmigkeiten in der Beschreibung zu erklären. Der Tee sei für einen Italiener, der in China meist unter Mongolen gelebt habe, ein uninteressantes Getränk gewesen, auch die eingeschnürten Füße seien von den Mongolen nicht praktiziert worden. Marco Polo könnte eventuell nur bis Peking gekommen sein und seine Inspektionsreisen im Auftrag des Großkhans hätten dann nicht stattgefunden. Das Nichterwähnen der Großen Mauer sei kein Grund, die gesamte Beschreibung zu verwerfen.
Die Urschrift, verfasst angeblich in der Kriegsgefangenschaft in Genua nach der Seeschlacht bei Curzola (1298) mit Hilfe des Romanschreibers Rustichello da Pisa, ist verschollen; die Abschriften bzw. Bearbeitungen in vielen Sprachen (mit zum Teil wesentlichen Zusätzen), zurzeit werden rund 150 gezählt, zeigen starke Unterschiede.
Durch Abschreib- und/oder Übersetzungsfehler sei beispielsweise (seine angebliche Tätigkeit als Gouverneur von Yangzhou betreffend) aus dem Wort „sejourna“ (Aufenthalt) „governa“ (regieren) geworden, Polo sei zwar dort gewesen, aber nicht als hoher Beamter.

## Kritische Rezensionen
Der Historiker David Morgan findet in Woods Werk keine zwingenden Argumente, an der Beschreibung der Welt zu zweifeln.
Ein anderer Historiker, Stephen G. Haw, glaubt nicht, dass Polos Bericht aus anderen Quellen zusammengesetzt sei und merkt an, Woods Ansatz, keine Erwähnung Marco Polos in chinesischen Texten zu finden, sei anfechtbar, weil es vorkam, dass Europäer in China oft einen chinesischen oder mongolischen Namen angenommen bzw. verliehen bekommen hätten.
Der Mongolist und Sinologe Igor de Rachewiltz übte scharfe Kritik:
„[…] dass das Buch von Frances Wood nicht den Standards entspricht, die man bei einer Arbeit dieser Art erwarten würde. […] Die gestellten Fragen wurden in den meisten Fällen bereits zufriedenstellend beantwortet […] Ihre Hauptargumente können einer genauen Prüfung nicht standhalten. Ihre Schlussfolgerung berücksichtigt nicht all die Evidenz, die die Glaubwürdigkeit von Marco Polo stützt.“
Auch Marina Münkler merkt an:
„Die vorgebrachten Einwände versuchte Frances Wood in ihrem kürzlich erschienenen Buch Marco Polo kam nicht bis China zu der These zusammenzufassen, daß Marco Polo überhaupt nicht in China gewesen sei, sondern seinen Bericht vorwiegend aus persisch-arabischen Quellen, u. a. aus Rashid al-Dins Weltgeschichte und von Ibn Battutas Reisebericht zusammengeschrieben habe. […] Die These hat in den ersten Rezensionen des Buches […] freilich kaum Zustimmung gefunden […].“
Benjamin Colbert schrieb 1997 eher neutral im Vorwort einer englischen Neuausgabe der Reisen:
„In our more empirical times, Polo’s matter has received increasing scrutiny, as the title of a recent study by Frances Wood evidences: ‚Did Marco Polo go to China?‘ Accumulated historical and geographical documents allow us now to compare Polo’s data with reliable contemporary accounts, not only of travellers, but of medieval Chinese officials as well.“

## Ausgaben
- Frances Wood: Did Marco Polo go to China? Martin Secker & Warburg Ltd., London 1995, ISBN 978-0-436-20384-8 (englische Originalausgabe).
  - Frances Wood: Marco Polo kam nicht bis China, R.Piper, München 1996, ISBN 3-492-03886-7 (deutsche Übersetzung von Barbara Reitz und Bernhard Jendricke).